# 베이트셰메시

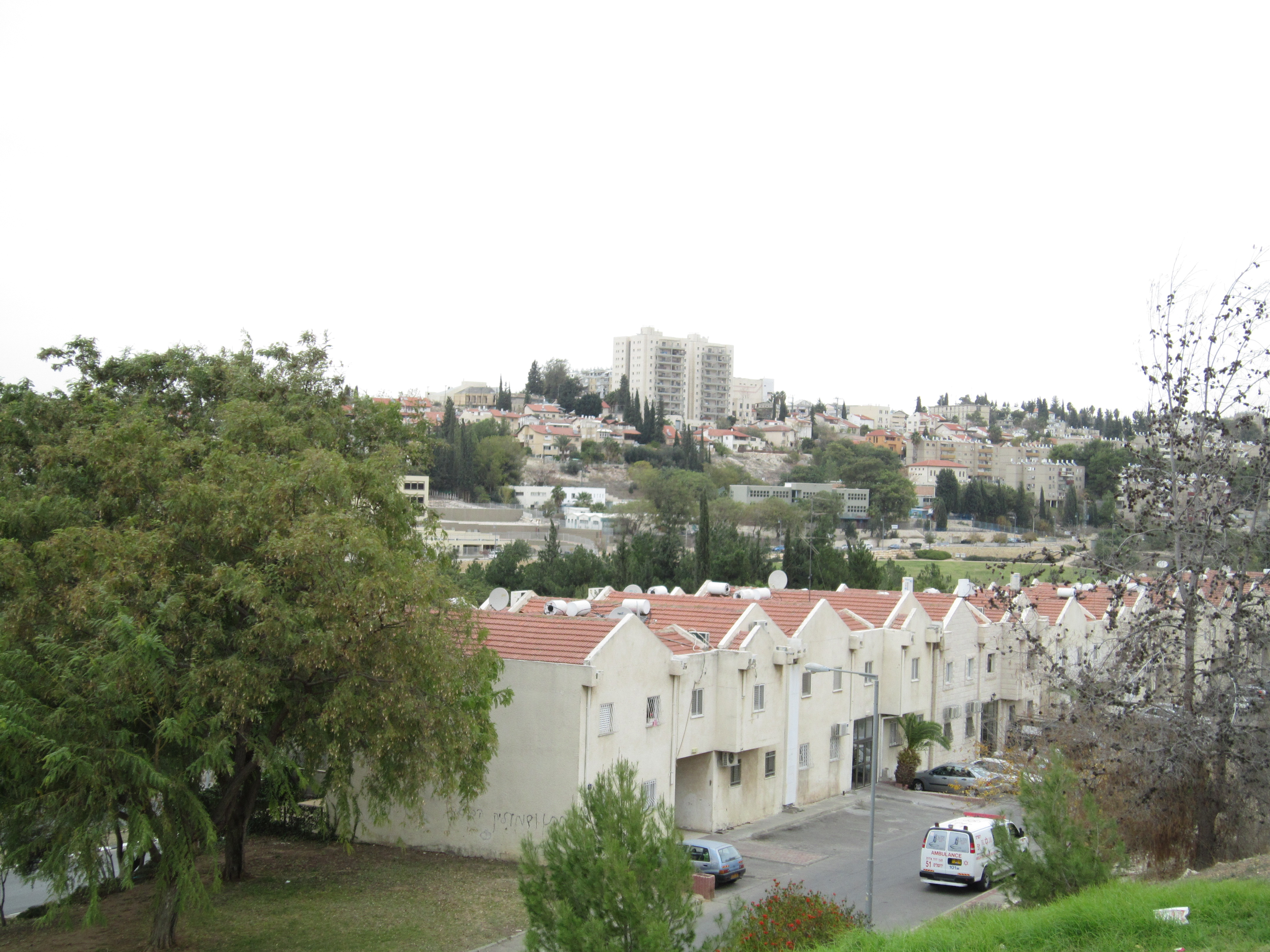
베이트셰메시

베이트셰메시(히브리어: בֵּית שֶׁמֶשׁ, 아랍어: بيت شيمش)는 이스라엘 예루살렘 구에 위치한 도시로 면적은 34.259km2, 인구는 98,084명(2014년 기준)이다. 도시 이름은 히브리어로 "태양의 집"을 뜻한다. 예루살렘에서 서쪽으로 약 30km 정도 떨어진 곳에 위치한다.

시 문장

## 역사
가나안 사람들에 의해 세워졌으며, 그들이 숭배하는 태양신 셰메시 (Shemesh)의 이름을 따서 도시 이름이 지어졌다. 히브리어 성경에서는 단 지파와의 경계에 있는 유다 지파의 도시로 언급된다.
1950년 난민 캠프가 설립되어 불가리아 지역과 마그레브 지역의 유대인 이민자들을 중심으로 대표적인 계획 도시 중 하나로 발전하였다.

## 인구
| 연도      | 인구    | ±%      |
| --------- | ------- | ------- |
| 1955      | 3,000   | —       |
| 1961      | 7,000   | +133.3% |
| 1972      | 10,100  | +44.3%  |
| 1983      | 13,000  | +28.7%  |
| 1995      | 24,900  | +91.5%  |
| 2008      | 72,700  | +192.0% |
| 2018      | 118,700 | +63.3%  |
| 출처: CBS |         |         |